# Mimalblymoroides freudei
Mimalblymoroides freudei là một loài bọ cánh cứng trong họ Cerambycidae.